# En toute bonne foi
Pour les articles homonymes, voir Leap of Faith.
Pour plus de détails, voir Fiche technique et Distribution.
En toute bonne foi (Leap of Faith) est une comédie dramatique américaine réalisée par Richard Pearce, sortie en salles en 1992.

## Synopsis
Jonas, un prédicateur et son groupe de gospel prêchent la bonne parole en sillonnant les routes de ville en ville avec un bus et donnent des spectacles évangélistes. Beau parleur, il est là pour se faire un maximum d'argent.
Un jour, ils tombent en panne en plein Texas et à l'aide d'une complice, il prend un maximum de renseignements sur tout le monde pour embobiner et surtout plumer ses habitants à travers la parole de Dieu.

## Fiche technique
- Réalisation :  Richard Pearce

## Distribution
- Steve Martin (VF : Jacques Frantz) : Jonas Nightengale
- Debra Winger (VF : Elisabeth Wiener) : Jane, l'associée de Jonas
- Lolita Davidovich (VF : Dominique Chauby) : Marva, la serveuse
- Liam Neeson (VF : Bernard Métraux) : Will, le shérif
- Meat Loaf (VF : Marc Alfos) : Hoover, le conducteur du car
- Philip Seymour Hoffman : Matt
- M. C. Gainey : Tiny
- James N. Harrell : Ramsey
- Marietta Marich : Mme Hawkins
- Phyllis Somerville : Dolores
- Troy Evans (VF : Roger Lumont) : Le policier de l'autoroute
- Tom Todoroff : L'homme qui court

## Version Française
- Version française: S.T.A.R.T., Jacques Barclay
- Direction artistique: Jacques Barclay
- Adaptation: Jean-François Caquerel
- Montage: Jean Demeocq
- Enregistrement: Fred Legrand
- Mixage: Pierre Davanture
- Générique version française: EUROCITEL

## Commentaires
Le personnage de Jonas est inspiré de divers évangélistes tels que Benny Hinn et Peter Popoff (1946-).
Une comédie musicale tirée du film devrait être présentée à Los Angeles à l'automne 2010.